# Aglaophenia picardi
Aglaophenia picardi är en nässeldjursart som beskrevs av Pravdomil Svoboda 1979. Aglaophenia picardi ingår i släktet Aglaophenia och familjen Aglaopheniidae. Inga underarter finns listade i Catalogue of Life.